# Atena
Atena (in greco antico: Ἀθηνᾶ?, Athēnâ; dialetto attico) è la dea greca della saggezza, delle arti e della battaglia strategica.
Dea guerriera e vergine, una delle più rispettate, ha varie funzioni: difende e consiglia gli eroi, istruisce le donne industriose, orienta i giudici dei tribunali, ispira gli artigiani e protegge i fanciulli. Ma quando è in collera, questa dea può diventare spietata.
Nella guerra tra Achei e Troiani era la protettrice dei Greci. Dea protettrice della città di Atene, le era dedicato il tempio detto Partenone (“della vergine”) sull'Acropoli della città, la cui gigantesca statua di culto crisoelefantina era opera di Fidia; inoltre di fronte ai Propilei era stata eretta una statua bronzea, i cui bagliori erano visibili dalle navi che arrivavano al Pireo; in suo onore si svolgevano ogni anno le feste panatenee. Come dea protettrice delle acropoli, aveva santuari sparsi in tutta la Grecia e nel mondo ellenistico (resti di templi di Atena sono stati scoperti nell'acropoli di Lindos, di Pergamo, a Roma, Paestum e in vari santuari minori). 
Particolarità del culto di Atena era la sua statua, in origine di legno poi divenuta di metallo, il Palladio, a cui si attribuivano poteri magici, poiché la statua era considerata simbolo dell'inespugnabilità della città. Proprio per questo, durante la guerra di Troia, Ulisse e Diomede compiono l'impresa di introdursi di notte nell'acropoli troiana per rubarne il palladio.
La statua ad Atena ogni anno riceveva durante le feste Panatenaiche una nuova veste ricamata dalle fanciulle ateniesi. Callimaco nel suo inno "Per i lavacri di Pallade" narra di una cerimonia argiva, che consisteva nel portare il Palladio ogni anno al fiume Inaco per lavarlo e riallestirlo.
La dea viene rappresentata sempre vestita con peplo e spesso armata, attorniata dai suoi simboli sacri: la civetta Athene noctua, l'elmo, la lancia, lo scudo e l'Egida, ossia un mantello indistruttibile realizzato con la pelle della capra Amaltea, che aveva protetto e nutrito Zeus, sottratto a Crono dalla madre Rea. Suo albero sacro era l'ulivo, da lei creato come dono agli ateniesi, per divenire la loro divinità protettrice.
Atena per le sue capacità profetiche e mediche era adorata anche nei santuari di Delfi e di Epidauro. Nelle Vite parallele di Plutarco (Pericle e Fabio Massimo), Atena appare a Pericle in sogno ordinando delle cure per un cittadino malato di Atene. Dopo questo episodio venne eretta una statua in bronzo in onore delle divinità Ermes e Atena. Minerva, dea della religione romana, veniva associata dai romani ad Atena.

## Etimologia e origini del nome

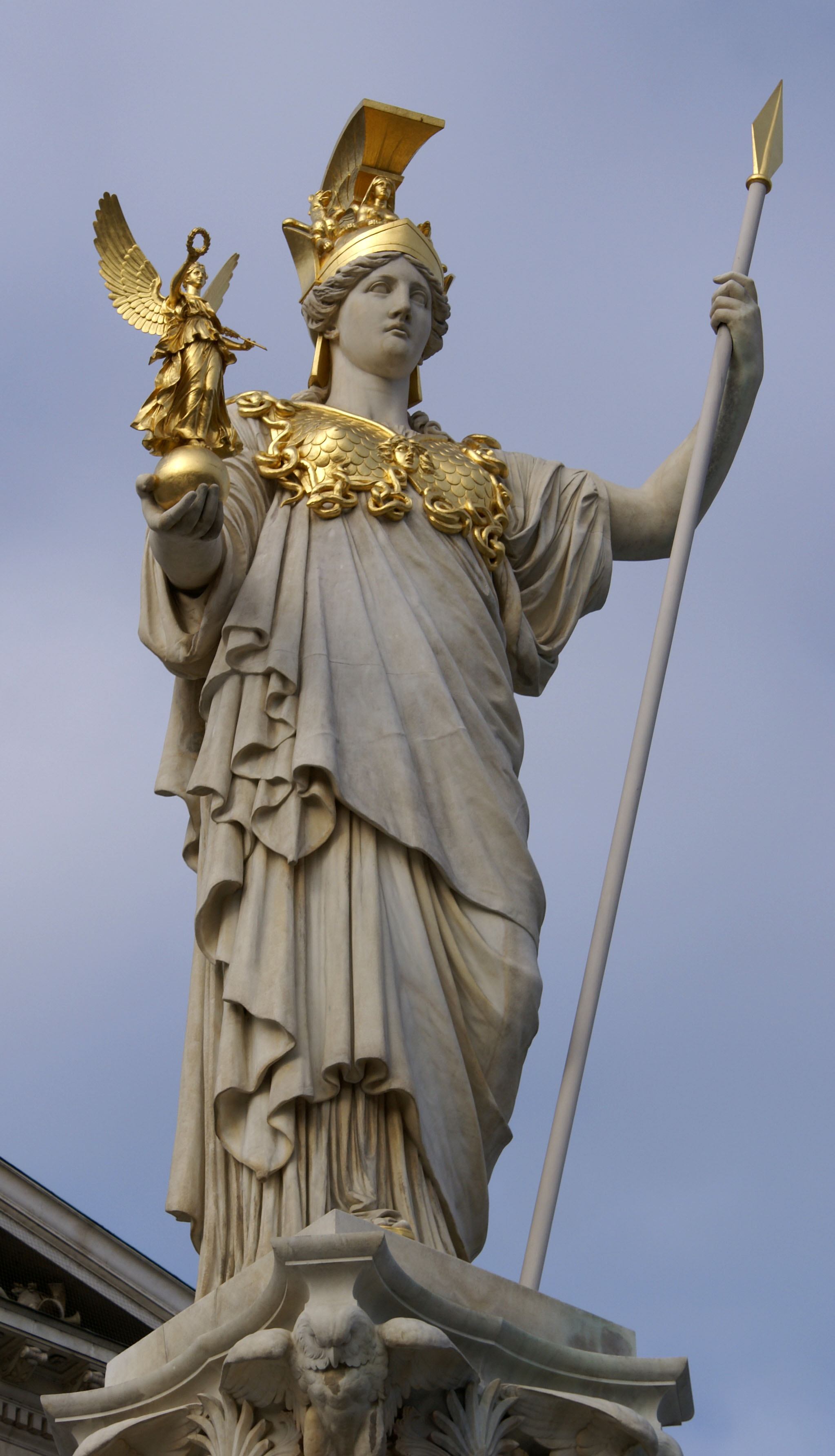
Pallade Atena sorregge nella mano destra Nike (la Vittoria), statua antistante il parlamento Austriaco a Vienna.

È possibile che il nome Athena sia di origine Lidia. Potrebbe trattarsi di una parola composta, derivata in parte dal Tirreno ati, che significa "madre", e in parte dal nome della Dea hurrita Hannahannah che spesso è abbreviato in Ana. Sembrerebbe fare la sua comparsa in una singola iscrizione in lingua micenea nelle tavolette in scrittura Lineare B. In un testo facente parte del gruppo delle "Tavolette della stanza del carro" rinvenute a Cnosso, la più antica testimonianza di scrittura lineare B, si trova "A-ta-na-po-ti-ni-ja", "/Athana potniya/". Sebbene questa frase venga spesso tradotta come "Padrona Atena", letteralmente significa "la potnia di At(h)ana", che probabilmente vuol dire "La signora di Atene": non è comunque possibile stabilire con certezza se vi sia una connessione con la città di Atene. Si è rinvenuta anche la forma "A-ta-no-dju-wa-ja", "/Athana diwya/", la cui parte finale è la scomposizione in sillabe in Lineare B di quella che in greco è conosciuta come Diwia (in miceneo di-u-ja o di-wi-ja), ovvero "divina"- Atena, attributo della Dea della tessitura e delle arti.
Nel suo dialogo Cratilo, Platone fornisce un'etimologia del nome di Atena che rappresenta il punto di vista degli antichi Ateniesi sostenendo che derivi da "A-theo-noa" (A-θεο-νόα) o "E-theo-noa" (H-θεο-νόα), che significa "la mente di Dio", in quanto Atena era nata dalla mente di Zeus:
Platone ed Erodoto notarono anche che in Egitto, nella città di Sais, si adorava una dea della guerra il cui nome in egiziano era Neith e la identificano con Atena:

## I nomi e gli appellativi di Atena

### Atenaglaukopis(glaucopide)

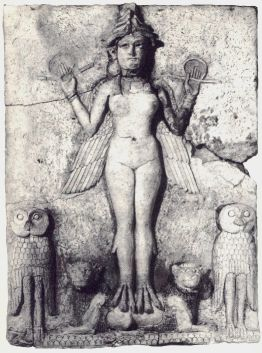
Rilievo di Burney, secondo millennio a.C.

Da Omero in poi, l'epiteto di Atena più comunemente usato in poesia è ”glaukopis” (γλαυκώπις), che viene solitamente tradotto come “con lo sguardo scintillante” o “dagli occhi lampeggianti”. Il termine è una combinazione di glaukos (γλαύκος, che significa "lucente", "argenteo" e, in epoche più tarde "blu-verdastro" e "grigio") e ops (ώψ, "occhio" o talvolta "viso").
È interessante notare che glaux (γλαύξ, civetta) deriva dalla medesima radice, probabilmente per i particolari occhi di cui è dotato l'animale. La figura di quest'uccello notturno, capace di vedere nell'oscurità, è strettamente legata alla Dea della saggezza: a partire fin dalle prime raffigurazioni è dipinta con la civetta appollaiata sulla testa. In epoca arcaica Atena potrebbe essere stata una “dea-uccello” simile a Lilith o alla dea raffigurata con ali e artigli da civetta sul Rilievo Burney, un rilievo in terracotta mesopotamico degli inizi del secondo millennio a.C.

### Atena Tritogenia

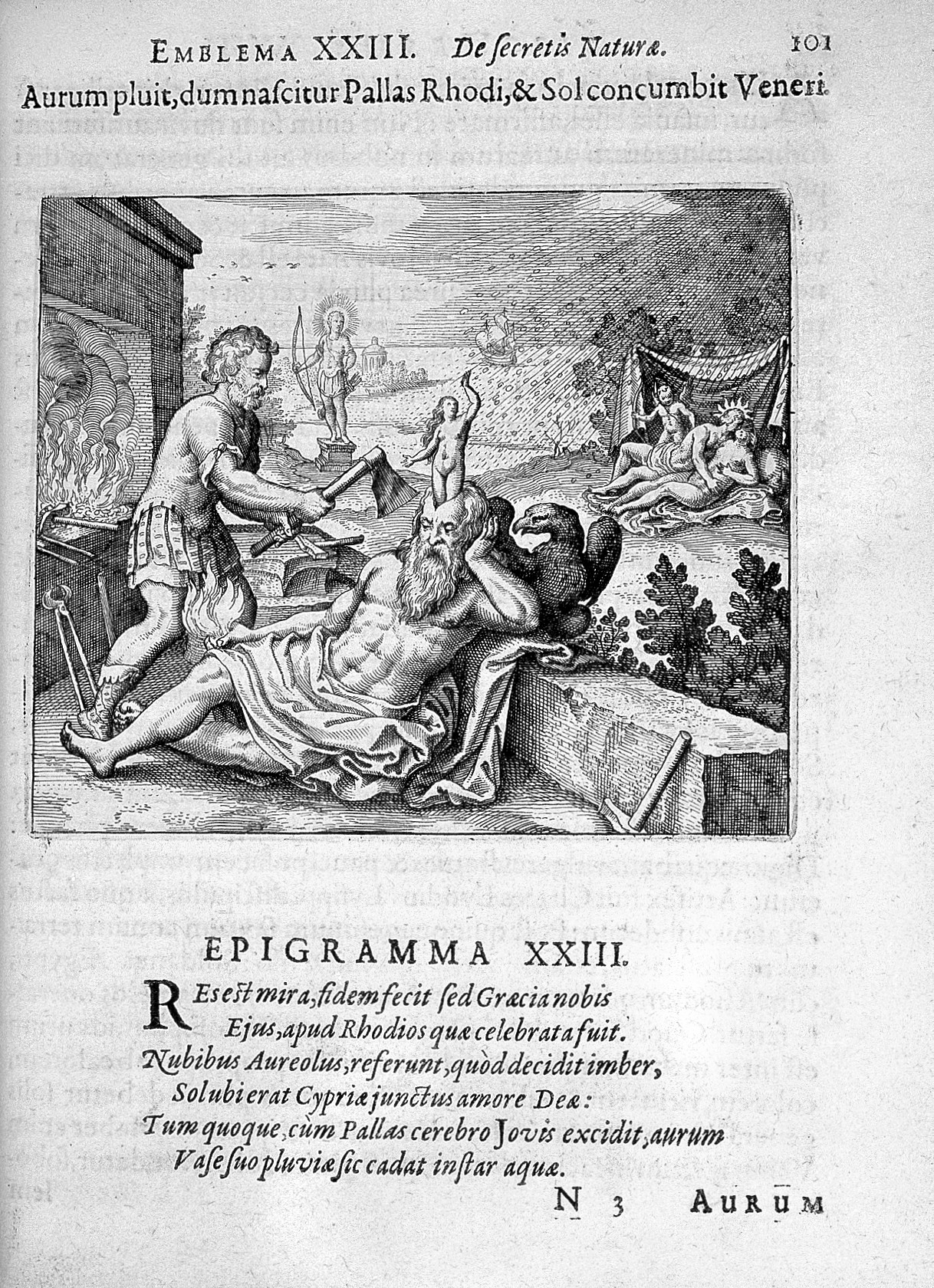
Atena nasce dalla mente di Zeus.

Nell'Iliade (4.514), negli Inni omerici, nella Teogonia di Esiodo e nella Lisistrata di Aristofane viene attribuito ad Atena il singolare epiteto di Tritogeneia, reso in latino come Tritonia Virgo.
Il significato di questo termine non è chiaro; sembrerebbe voler dire “nata da Tritone”, forse riferendosi al fatto che secondo alcuni antichi miti suo padre è il Dio del mare o, ipotesi ancor più dubbia, che fosse nata nei pressi del lago Tritone che si trova in Africa.
Altro possibile significato è “tre volte nata” o “terza nata”, riferendosi a lei come terza figlia di Zeus oppure alludendo al fatto che era nata da Zeus, da Meti e anche da sé stessa; varie leggende la indicano infatti come figlia nata successivamente ad Artemide e Apollo, al contrario di altre che ne parlano come della primogenita.

### Pallade Atena
Un suo appellativo molto frequente è Pallade Atena (Παλλάς Αθηνά). L'origine e il significato di tale epiteto sono andati perduti, e non è facile ricostruirli. Pallade potrebbe derivare da πάλλω, "scagliare", con riferimento alla lancia, oppure da παλλακίς, con il significato di "giovane". 
Secondo il mito prevalente, riportato nella Biblioteca, l'epiteto deriverebbe dal nome di una ninfa chiamata Pallade, una compagna di giochi della giovane Atena, che la uccise per errore mentre simulavano un combattimento. Atena prese quindi il nome di Pallade in segno di lutto per dimostrare il suo rimorso.
Nell'Inno omerico a Ermes, Pallade era invece il padre della dea della luna Selene. In altre versioni si trattava di uno dei Giganti che Atena uccise nella Gigantomachia, o ancora il nome del padre di Atena. Le cose però potrebbero essere andate in maniera ancora diversa, e Atena avrebbe soppiantato una precedente mitica Pallade assorbendola nella sua figura in modo meno "traumatico", quando questa divenne dapprima Pallas Athenaie, Pallade di Atene (come Hera di Argo era Here Argeie), e infine Pallade Atena, cambiando lentamente ma completamente identità.
Per gli Ateniesi, d'altronde, ella era semplicemente “La Dea” (ἡ θεά, he theá), senz'altro un epiteto molto antico.

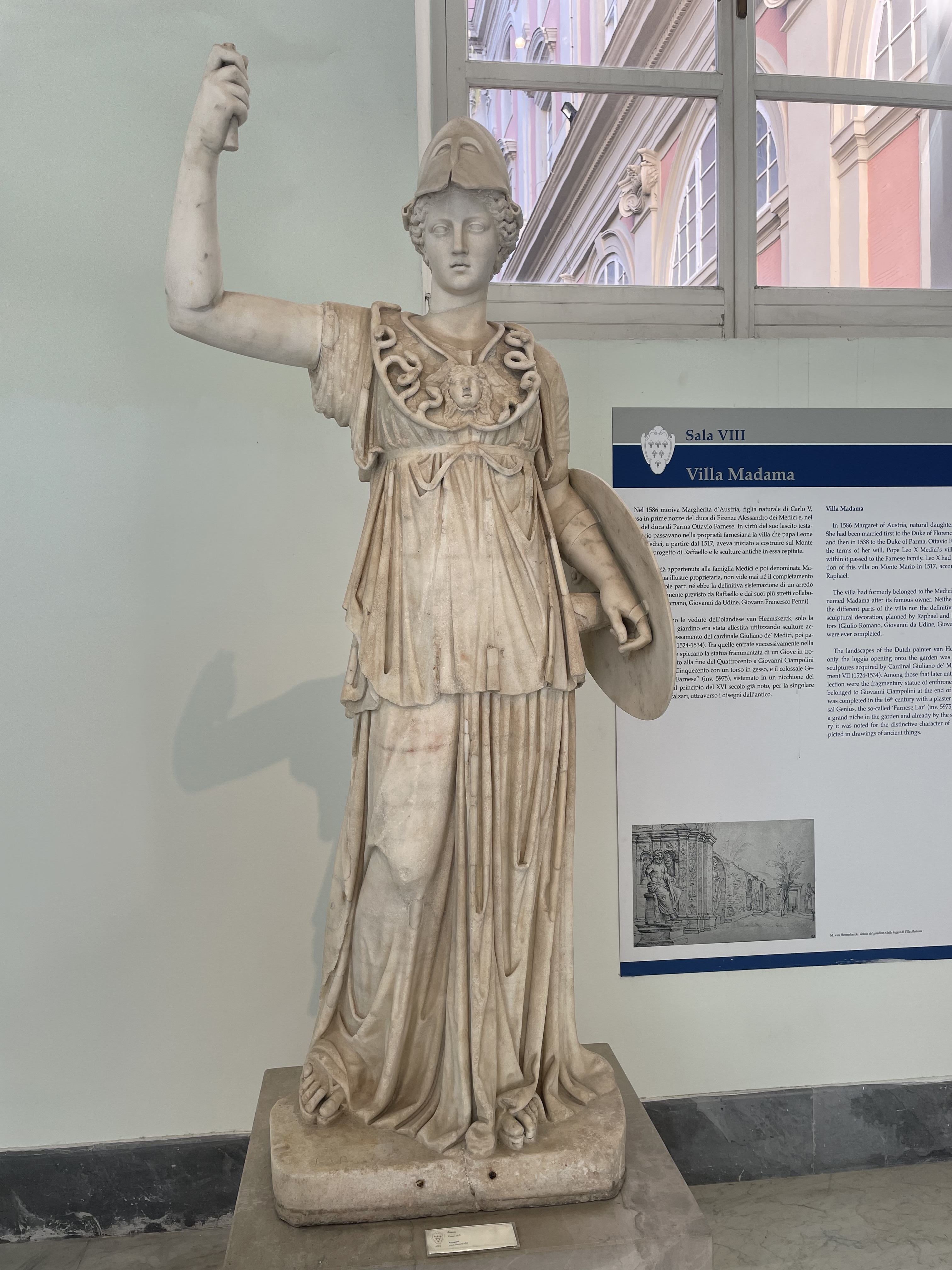
Statua di Atena (II secolo d.C., Museo archeologico nazionale di Napoli)

### Altri epiteti
- Atena Ergane (“industriosa”): patrona di artisti e artigiani, ideatrice di strumenti come il flauto e dei lavori femminili come la filatura, tessitura, ecc.
- Atena Parthenos (“vergine”): nome con cui veniva adorata sull'Acropoli, con celebrazioni specifiche: le Panatenee.
- Atena Promachos (“prima in battaglia”): condottiera di eserciti in battaglia.
- Atena Polias (Atena della città): protettrice di Atene ma anche di altre città tra le quali Argo, Sparta, Gortyna, Lindos e Larissa. In tutte queste città il tempio di Atena era il più importante dell'acropoli.[15]
- Atena Areia: per il suo ruolo di giudice al processo di Oreste (che viene assolto), per l'assassinio della madre Clitennestra, nonché per l'istituzione del tribunale per giudicare il comportamento degli uomini.
- Atena Itonia: da Itono, figlio di Anfizione. Le era dedicato un tempio a Coronea (Beozia) abbellito con statue di Agoracrito. In onore di Atena Itonia si celebravano le Pambeozie.[16]
- Atena Atritonia: dal verbo greco tryo, "logorare", "distruggere", più alfa privativo e quindi "l'instancabile" (cfr. per esempio «Ascolta anche me ora, figlia di Zeus, Atritonia»[17]).

## Iconografia

### Atena nell'arte antica

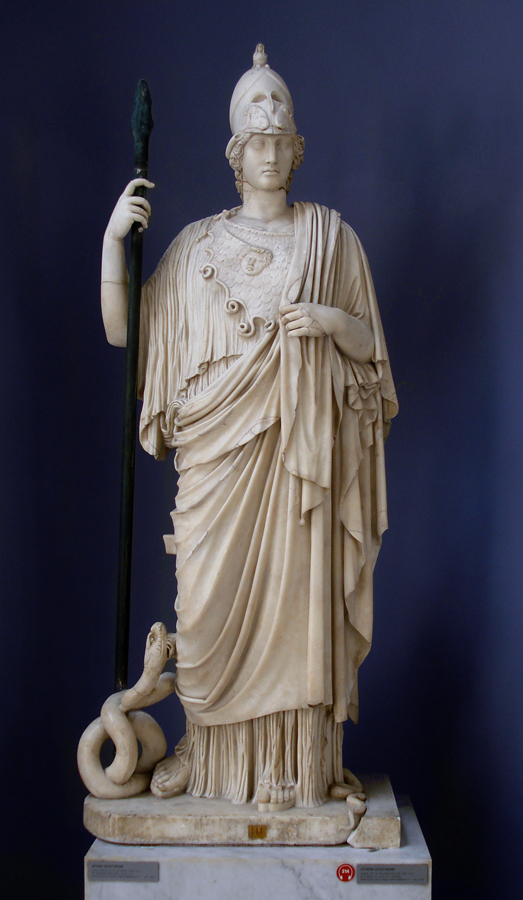
LAtena Giustiniani, copia romana di una statua greca di Pallade Atena – Musei Vaticani

Nell'iconografia arcaica Atena è perlopiù raffigurata mentre avanza verso il combattimento o promachos (colei che sta nelle prime file) con il braccio levato, brandendo l'asta e lo scudo contro i nemici. 
L'iconografia classica di Atena prevede che sia ritratta in modo guerriero e non pacifico, in piedi mentre indossa l'armatura e l'elmo, tenuto alto sulla fronte; porta con sé una lancia e uno scudo sul quale è fissata la testa della Gorgone Medusa. Proprio in questa posizione è stata scolpita da Fidia nella sua famosa statua crisoelefantina, alta 11 metri – ora perduta – l'Athena Parthenos che si trovava nel Partenone. Spesso, poggiata sulla sua spalla, si trova la civetta, simbolo di saggezza.
A prescindere dagli attributi tipici, a partire dal V secolo a.C. sembra esserci stata una sostanziale uniformità di vedute tra gli artisti su quale dovesse essere l'aspetto della Dea. Un naso importante con un alto ponte che sembra essere la naturale continuazione della fronte, occhi profondi, labbra piene, una bocca stretta e appena più larga del naso, il collo allungato ne tratteggiano una bellezza serena ma un po' distaccata.

### Atena nell'arte rinascimentale e barocca
La riscoperta dei classici nel Rinascimento portò al recupero dell'iconografia di Atena, che viene raffigurata da grandi artisti come divinità positiva, di cui uno dei primi esempi è nel Salone dei Mesi dipinto a Palazzo Schifanoia: nel dipinto Marzo Atena-Minerva è raffigurata in trionfo su un carro di unicorni, circondata da sapienti e da donne industriose. Andrea Mantegna la raffigura nel Trionfo della Virtù sui vizi e Botticelli in Pallade e il centauro. Un esempio di arte cinquecentesca è la Minerva di Parmigianino. 
Nel seicento e nel settecento le raffigurazioni di Atena sono numerose, ma in genere di carattere meramente allegorico, come il quadro Minerva protegge la Pace da Marte di Peter Paul Rubens.

### Atena nell'arte moderna
L'iconografia di Atena come protettrice delle arti e delle lettere favorì la diffusione di sue statue e raffigurazioni in università e biblioteche. Il classicismo vide la ripresa di raffigurazioni neoclassiche, in genere piuttosto accademiche e fredde, come l'Atena posta nella fontana di fronte al Parlamento di Vienna. Le correnti della secessione viennese invece preferirono esaltarne gli aspetti arcaici, più simbolici e oscuri come nel quadro ad olio di Pallade Atena di Gustav Klimt, dove la dea con una Nike nuda in mano riluce di riflessi d'oro. Il nome di Pallade fu dato nell'800 ad un asteroide e all'elemento chimico Palladio.

## Psicologia

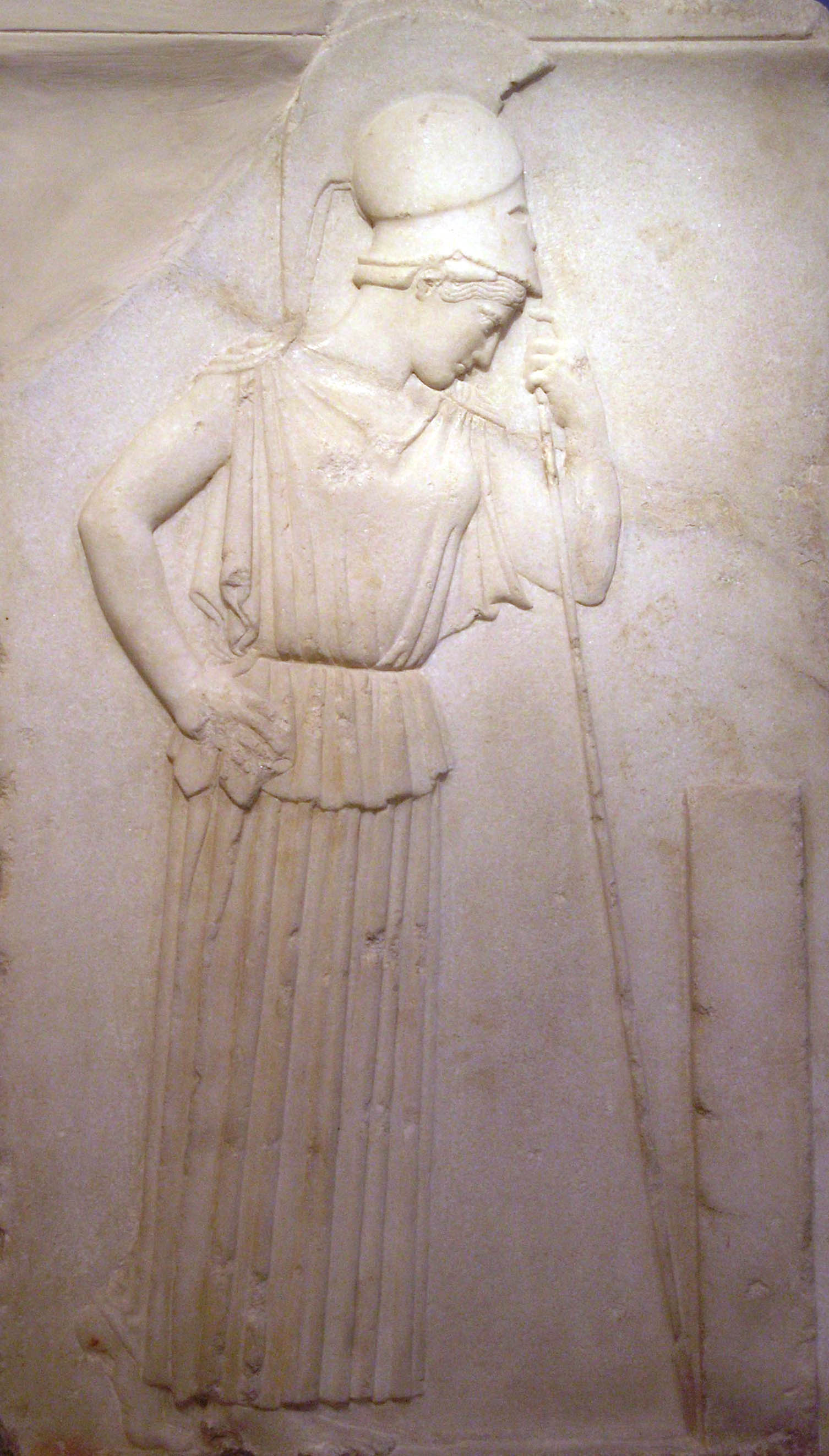
Atena Contemplativa, Museo dell'acropoli di Atene

Atena, la guerriera saggia e forte, rappresenta le qualità intellettuali, sia dell'uomo sia della donna (infatti la Dea era la protettrice delle arti femminili). Nella città di Atene erano gli uomini a prendere ogni decisione (anche riguardo alla vita delle proprie mogli o figlie), tuttavia la Dea Atena era considerata la custode del Tribunale, colei a cui spettava l'ultima parola, in caso di parità di voti. Tale prerogativa veniva fatta risalire al mitico giudizio di Oreste, accusato di matricidio.
Forse, il carattere della Dea va collegato all'idealizzazione delle donne di Sparta di condizione sociale elevata: dovevano essere atletiche, combattive, forti e sagge. La Dea è nata dal padre Zeus, è quindi "tutta del padre", con un carattere bellicoso, al punto da saper maneggiare la folgore di Zeus, con la quale uccide Aiace Oileo. Tuttavia, per contrasto, il culto femminile di Atena è attestato in Grecia e Magna Grecia dai numerosi ex voto ritrovati presso i templi; la dea viene anche invocata come protettrice delle nascite e dei bambini, in collegamento con il mito di Erittonio, suo figlio adottivo. Ad Atene, nella processione annuale delle feste Panatenaiche veniva donato alla statua della dea un prezioso peplo tessuto dalle fanciulle della città.

## Mitologia

### La nascita di Atena

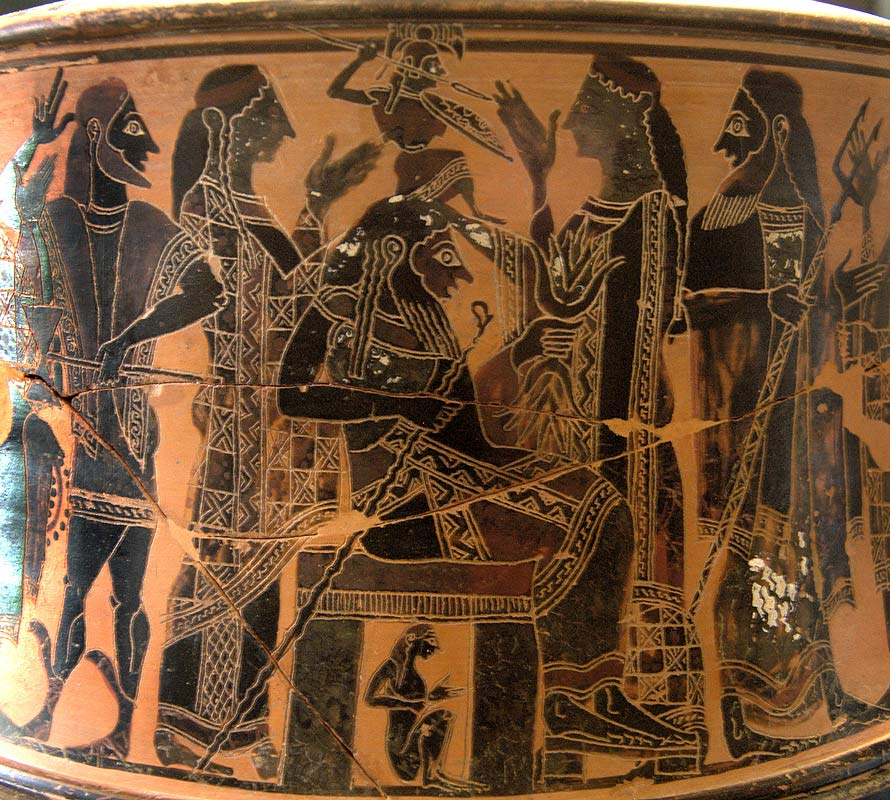
Nascita di Atena, particolare di exaleiptron attico del 570–560 a.C. ritrovato a Tebe

Tra gli dei dell'Olimpo Atena viene ritratta come la figlia prediletta di Zeus, nata già adulta e armata, dalla testa del padre o dal polpaccio secondo altri, dopo che lui ne aveva mangiato la madre Meti. Varie sono le versioni riguardo alla sua nascita; infatti una versione dice che Atena è solo figlia di Zeus. Quella più comune dice che Zeus si coricò con Meti, Dea della prudenza e della saggezza, ma subito dopo ebbe paura delle conseguenze che ne sarebbero derivate: una profezia diceva che i figli di Meti sarebbero stati più potenti del padre, fosse stato anche lo stesso Zeus. Per impedire che questo si verificasse, subito dopo aver giaciuto con lei, Zeus indusse Meti a trasformarsi in una goccia d'acqua oppure, a seconda della tradizione, in una mosca o in una cicala e la inghiottì, ma era ormai troppo tardi: la Dea aveva infatti già concepito un bambino. Meti cominciò immediatamente a realizzare un elmo e una veste per la figlia che portava in grembo, e i colpi di martello sferrati mentre costruiva l'elmo provocarono a Zeus un dolore terribile. Così Efesto aprì la testa di Zeus con un'ascia bipenne e Atena ne balzò fuori già adulta e armata, iniziando a fare una danza guerresca. Così Zeus uscì, malconcio ma vivo, dalla brutta disavventura.
Alcuni frammenti attribuiti alla storia dal semi-leggendario Sanconiatone, che si dice essere stata scritta prima della guerra di Troia, suggeriscono che Atena sia invece la figlia di Crono, il re dei Titani, padre di Zeus, Dio del cielo, Poseidone, Dio del mare, e di Ade, Dio degli Inferi, fatto a pezzi dalla sua stessa arma per mano dei figli e gettato nel Tartaro (la parte più profonda degli Inferi).

### Genealogia (Esiodo)
|                   |                   |                   |                   |                   |                   |      |      |      |      |      |      |  |  |        |        |        |        |          |        |   |   |          |          |          |          |          |          |  |  |           |           |           |           |           |           |  |  |     |     |     |     |     |     |  |  |         |         |         |         |         |         |  |  |       |       |       |       |       |       |
|                   |                   |                   |                   |                   |                   |      |      |      |      |      |      |  |  |        |        |        |        |          |        |   |   | Urano    | Urano    | Urano    | Urano    | Urano    | Urano    |  |  | Gea       | Gea       | Gea       | Gea       | Gea       | Gea       |  |  |     |     |     |     |     |     |  |  |         |         |         |         |         |         |  |  |       |       |       |       |       |       |
|                   |                   |                   |                   |                   |                   |      |      |      |      |      |      |  |  |        |        |        |        |          |        |   |   | Urano    | Urano    | Urano    | Urano    | Urano    | Urano    |  |  | Gea       | Gea       | Gea       | Gea       | Gea       | Gea       |  |  |     |     |     |     |     |     |  |  |         |         |         |         |         |         |  |  |       |       |       |       |       |       |
|                   |                   |                   |                   |                   |                   |      |      |      |      |      |      |  |  |        |        |        |        |          |        |   |   |          |          |          |          |          |          |  |  |           |           |           |           |           |           |  |  |     |     |     |     |     |     |  |  |         |         |         |         |         |         |  |  |       |       |       |       |       |       |
|                   |                   |                   |                   |                   |                   |      |      |      |      |      |      |  |  |        |        |        |        |          |        |   |   |          |          |          |          |          |          |  |  |           |           |           |           |           |           |  |  |     |     |     |     |     |     |  |  |         |         |         |         |         |         |  |  |       |       |       |       |       |       |
| Genitali di Urano | Genitali di Urano | Genitali di Urano | Genitali di Urano | Genitali di Urano | Genitali di Urano |      |      |      |      |      |      |  |  |        |        |        |        |          |        |   |   | Crono    | Crono    | Crono    | Crono    | Crono    | Crono    |  |  | Rea       | Rea       | Rea       | Rea       | Rea       | Rea       |  |  |     |     |     |     |     |     |  |  |         |         |         |         |         |         |  |  |       |       |       |       |       |       |
| Genitali di Urano | Genitali di Urano | Genitali di Urano | Genitali di Urano | Genitali di Urano | Genitali di Urano |      |      |      |      |      |      |  |  |        |        |        |        |          |        |   |   | Crono    | Crono    | Crono    | Crono    | Crono    | Crono    |  |  | Rea       | Rea       | Rea       | Rea       | Rea       | Rea       |  |  |     |     |     |     |     |     |  |  |         |         |         |         |         |         |  |  |       |       |       |       |       |       |
|                   |                   |                   |                   |                   |                   |      |      |      |      |      |      |  |  |        |        |        |        |          |        |   |   |          |          |          |          |          |          |  |  |           |           |           |           |           |           |  |  |     |     |     |     |     |     |  |  |         |         |         |         |         |         |  |  |       |       |       |       |       |       |
|                   |                   |                   |                   |                   |                   |      |      |      |      |      |      |  |  |        |        |        |        |          |        |   |   |          |          |          |          |          |          |  |  |           |           |           |           |           |           |  |  |     |     |     |     |     |     |  |  |         |         |         |         |         |         |  |  |       |       |       |       |       |       |
|                   |                   |                   |                   |                   |                   | Zeus | Zeus | Zeus | Zeus | Zeus | Zeus |  |  |        |        |        |        |          |        |   |   | Era      | Era      | Era      | Era      | Era      | Era      |  |  | Poseidone | Poseidone | Poseidone | Poseidone | Poseidone | Poseidone |  |  | Ade | Ade | Ade | Ade | Ade | Ade |  |  | Demetra | Demetra | Demetra | Demetra | Demetra | Demetra |  |  | Estia | Estia | Estia | Estia | Estia | Estia |
|                   |                   |                   |                   |                   |                   | Zeus | Zeus | Zeus | Zeus | Zeus | Zeus |  |  |        |        |        |        |          |        |   |   | Era      | Era      | Era      | Era      | Era      | Era      |  |  | Poseidone | Poseidone | Poseidone | Poseidone | Poseidone | Poseidone |  |  | Ade | Ade | Ade | Ade | Ade | Ade |  |  | Demetra | Demetra | Demetra | Demetra | Demetra | Demetra |  |  | Estia | Estia | Estia | Estia | Estia | Estia |
|                   |                   |                   |                   |                   |                   |      |      |      |      |      |      |  |  |        |        |        |        |          |        |   |   |          |          |          |          |          |          |  |  |           |           |           |           |           |           |  |  |     |     |     |     |     |     |  |  |         |         |         |         |         |         |  |  |       |       |       |       |       |       |
|                   |                   |                   |                   |                   |                   |      |      |      |      |      |      |  |  |        |        |        |        |          |        |   |   |          |          |          |          |          |          |  |  |           |           |           |           |           |           |  |  |     |     |     |     |     |     |  |  |         |         |         |         |         |         |  |  |       |       |       |       |       |       |
|                   |                   |                   |                   |                   |                   |      |      |      |      |      |      |  |  |        |        |        |        |          |        | a |   |          |          |          |          |          |          |  |  |           |           |           |           |           |           |  |  |     |     |     |     |     |     |  |  |         |         |         |         |         |         |  |  |       |       |       |       |       |       |
|                   |                   |                   |                   |                   |                   |      |      |      |      |      |      |  |  |        |        |        |        |          |        |   |   |          |          | b        |          |          |          |  |  |           |           |           |           |           |           |  |  |     |     |     |     |     |     |  |  |         |         |         |         |         |         |  |  |       |       |       |       |       |       |
|                   |                   |                   |                   |                   |                   |      |      |      |      |      |      |  |  |        |        |        |        |          |        |   |   |          |          |          |          |          |          |  |  |           |           |           |           |           |           |  |  |     |     |     |     |     |     |  |  |         |         |         |         |         |         |  |  |       |       |       |       |       |       |
|                   |                   |                   |                   |                   |                   |      |      |      |      |      |      |  |  | Ares   | Ares   | Ares   | Ares   | Ares     | Ares   |   |   | Efesto   | Efesto   | Efesto   | Efesto   | Efesto   | Efesto   |  |  |           |           |           |           |           |           |  |  |     |     |     |     |     |     |  |  |         |         |         |         |         |         |  |  |       |       |       |       |       |       |
|                   |                   |                   |                   |                   |                   |      |      |      |      |      |      |  |  | Ares   | Ares   | Ares   | Ares   | Ares     | Ares   |   |   | Efesto   | Efesto   | Efesto   | Efesto   | Efesto   | Efesto   |  |  | Meti      |           |           |           |           |           |  |  |     |     |     |     |     |     |  |  |         |         |         |         |         |         |  |  |       |       |       |       |       |       |
|                   |                   |                   |                   |                   |                   |      |      |      |      |      |      |  |  |        |        |        |        |          |        |   |   |          |          |          |          |          |          |  |  |           |           |           |           |           |           |  |  |     |     |     |     |     |     |  |  |         |         |         |         |         |         |  |  |       |       |       |       |       |       |
|                   |                   |                   |                   |                   |                   |      |      |      |      |      |      |  |  |        |        |        |        | Atena    |        |   |   |          |          |          |          |          |          |  |  |           |           |           |           |           |           |  |  |     |     |     |     |     |     |  |  |         |         |         |         |         |         |  |  |       |       |       |       |       |       |
|                   |                   |                   |                   |                   |                   |      |      |      |      |      |      |  |  |        |        |        |        |          |        |   |   |          |          |          |          |          |          |  |  | Latona    |           |           |           |           |           |  |  |     |     |     |     |     |     |  |  |         |         |         |         |         |         |  |  |       |       |       |       |       |       |
|                   |                   |                   |                   |                   |                   |      |      |      |      |      |      |  |  |        |        |        |        |          |        |   |   |          |          |          |          |          |          |  |  |           |           |           |           |           |           |  |  |     |     |     |     |     |     |  |  |         |         |         |         |         |         |  |  |       |       |       |       |       |       |
|                   |                   |                   |                   |                   |                   |      |      |      |      |      |      |  |  |        |        |        |        |          |        |   |   |          |          |          |          |          |          |  |  |           |           |           |           |           |           |  |  |     |     |     |     |     |     |  |  |         |         |         |         |         |         |  |  |       |       |       |       |       |       |
|                   |                   |                   |                   |                   |                   |      |      |      |      |      |      |  |  |        |        |        |        |          |        |   |   |          |          |          |          |          |          |  |  |           |           |           |           |           |           |  |  |     |     |     |     |     |     |  |  |         |         |         |         |         |         |  |  |       |       |       |       |       |       |
|                   |                   |                   |                   |                   |                   |      |      |      |      |      |      |  |  | Apollo | Apollo | Apollo | Apollo | Apollo   | Apollo |   |   | Artemide | Artemide | Artemide | Artemide | Artemide | Artemide |  |  |           |           |           |           |           |           |  |  |     |     |     |     |     |     |  |  |         |         |         |         |         |         |  |  |       |       |       |       |       |       |
|                   |                   |                   |                   |                   |                   |      |      |      |      |      |      |  |  | Apollo | Apollo | Apollo | Apollo | Apollo   | Apollo |   |   | Artemide | Artemide | Artemide | Artemide | Artemide | Artemide |  |  | Maia      |           |           |           |           |           |  |  |     |     |     |     |     |     |  |  |         |         |         |         |         |         |  |  |       |       |       |       |       |       |
|                   |                   |                   |                   |                   |                   |      |      |      |      |      |      |  |  |        |        |        |        |          |        |   |   |          |          |          |          |          |          |  |  |           |           |           |           |           |           |  |  |     |     |     |     |     |     |  |  |         |         |         |         |         |         |  |  |       |       |       |       |       |       |
|                   |                   |                   |                   |                   |                   |      |      |      |      |      |      |  |  |        |        |        |        | Ermes    |        |   |   |          |          |          |          |          |          |  |  |           |           |           |           |           |           |  |  |     |     |     |     |     |     |  |  |         |         |         |         |         |         |  |  |       |       |       |       |       |       |
|                   |                   |                   |                   |                   |                   |      |      |      |      |      |      |  |  |        |        |        |        |          |        |   |   |          |          |          |          |          |          |  |  | Semele    |           |           |           |           |           |  |  |     |     |     |     |     |     |  |  |         |         |         |         |         |         |  |  |       |       |       |       |       |       |
|                   |                   |                   |                   |                   |                   |      |      |      |      |      |      |  |  |        |        |        |        |          |        |   |   |          |          |          |          |          |          |  |  |           |           |           |           |           |           |  |  |     |     |     |     |     |     |  |  |         |         |         |         |         |         |  |  |       |       |       |       |       |       |
|                   |                   |                   |                   |                   |                   |      |      |      |      |      |      |  |  |        |        |        |        | Dioniso  |        |   |   |          |          |          |          |          |          |  |  |           |           |           |           |           |           |  |  |     |     |     |     |     |     |  |  |         |         |         |         |         |         |  |  |       |       |       |       |       |       |
|                   |                   |                   |                   |                   |                   |      |      |      |      |      |      |  |  |        |        |        |        |          |        |   |   |          |          |          |          |          |          |  |  | Dione     |           |           |           |           |           |  |  |     |     |     |     |     |     |  |  |         |         |         |         |         |         |  |  |       |       |       |       |       |       |
|                   |                   |                   |                   |                   |                   |      |      |      |      |      |      |  |  |        |        |        |        |          |        |   |   |          |          |          |          |          |          |  |  |           |           |           |           |           |           |  |  |     |     |     |     |     |     |  |  |         |         |         |         |         |         |  |  |       |       |       |       |       |       |
| a                 | a                 | a                 | a                 | a                 | a                 |      |      |      |      |      |      |  |  |        |        |        |        |          |        | b | b | b        | b        | b        | b        |          |          |  |  |           |           |           |           |           |           |  |  |     |     |     |     |     |     |  |  |         |         |         |         |         |         |  |  |       |       |       |       |       |       |
| a                 | a                 | a                 | a                 | a                 | a                 |      |      |      |      |      |      |  |  |        |        |        |        |          |        | b | b | b        | b        | b        | b        |          |          |  |  |           |           |           |           |           |           |  |  |     |     |     |     |     |     |  |  |         |         |         |         |         |         |  |  |       |       |       |       |       |       |
|                   |                   |                   |                   |                   |                   |      |      |      |      |      |      |  |  |        |        |        |        |          |        |   |   |          |          |          |          |          |          |  |  |           |           |           |           |           |           |  |  |     |     |     |     |     |     |  |  |         |         |         |         |         |         |  |  |       |       |       |       |       |       |
|                   |                   |                   |                   |                   |                   |      |      |      |      |      |      |  |  |        |        |        |        | Afrodite |        |   |   |          |          |          |          |          |          |  |  |           |           |           |           |           |           |  |  |     |     |     |     |     |     |  |  |         |         |         |         |         |         |  |  |       |       |       |       |       |       |

### Leggende e racconti relativi ad Atena

#### Gigantomachia
Quando i Giganti, i mostruosi figli di Gea, si ribellarono contro gli dei dell'Olimpo, cercando di prenderne il posto, ne scaturì una lotta furiosa, cui Atena prese parte con valore. La dea sconfisse vari giganti, tra cui Pallante, Encelado e Alcioneo. La lotta tra dei e Giganti è raffigurata nel fregio marmoreo dell'altare di Pergamo.

#### Erittonio

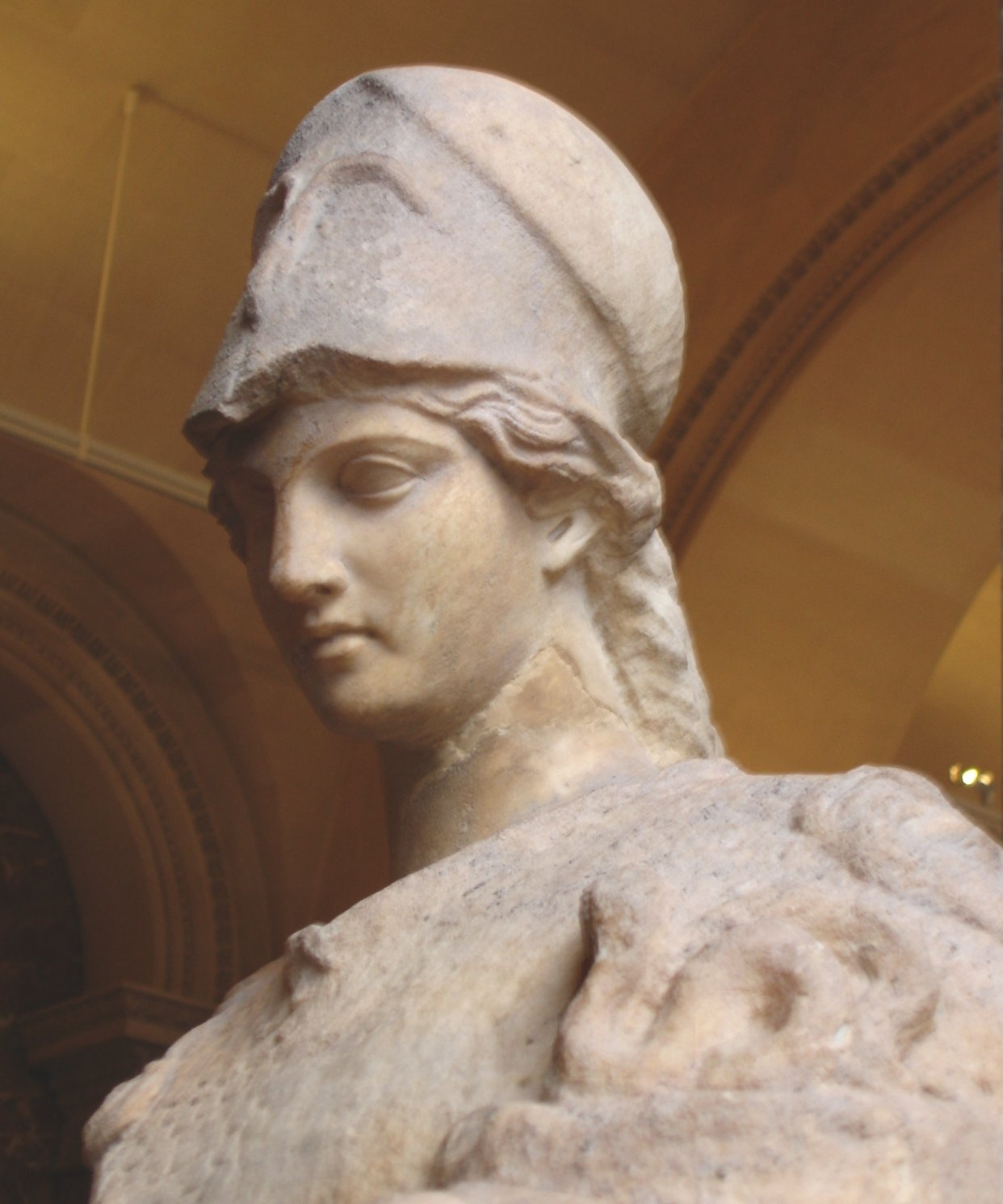
Atena con la cesta ed Erittonio sotto forma di serpente (particolare). Statua romana I secolo d.C. Museo del Louvre

Secondo quanto racconta lo Pseudo-Apollodoro, il dio Efesto tentò di unirsi ad Atena ma non riuscì nell'intento. Il suo seme si sparse al suolo e fecondò Gea e così dalla terra nacque Erittonio, metà umano e metà serpente. Atena decise comunque di allevare il bambino come madre adottiva. Una versione alternativa dice che il seme di Efesto cadde sulla gamba della Dea, che se la pulì con uno straccetto di lana che gettò poi a terra: Erittonio sarebbe così nato dalla terra e dalla lana. Un'altra leggenda narra che Efesto avesse voluto sposare Atena ma che la Dea scomparve all'improvviso dal talamo nuziale, cosicché lo sperma di Efesto finì per cadere a terra. Atena chiuse dentro ad una cesta il bambino, che aveva la parte inferiore del corpo a forma di serpente e lo affidò alle tre figlie di Cecrope (Herse, Pandroso e Aglauro), avvisandole di non aprirla mai. Agraulo, curiosa, aprì ugualmente la cesta e la vista dell'aspetto mostruoso di Erittonio fece impazzire le tre sorelle che si uccisero lanciandosi giù dall'Acropoli, oppure secondo Igino, nel mare.
Una versione diversa dice che, mentre Atena era andata a prendere una montagna per usarla per costruire l'Acropoli, due delle sorelle aprirono la cesta: un corvo vide la scena e volò a riferirlo alla Dea che accorse infuriata lasciando cadere la montagna, che ora è il Monte Licabetto. Herse e Pandroso impazzirono per la paura e si uccisero lanciandosi da una scogliera, e neppure il corvo fu risparmiato dall'ira di Atena che, si narra, fece diventare da allora nere le piume di quest'animale.
Erittonio diventò in seguito re di Atene e introdusse molti cambiamenti positivi nella cultura ateniese. Durante il suo regno Atena fu frequentemente al suo fianco per consigliarlo e proteggerlo.

#### Aglauro
In un'altra versione del mito di Aglauro, narrata nelle Metamorfosi di Ovidio, Ermes si innamora di Herse. Quando le tre sorelle si recano al tempio per fare un'offerta sacrificale in onore di Atena, Ermes si avvicina ad Aglauro e le chiede il suo aiuto per sedurre Herse. Questa in cambio chiede a Ermes dei soldi e il Dio le dà il denaro che avevano sacrificato ad Atena. Atena, per punire l'avidità di Aglauro, ordina all'Invidia di possedere Aglauro: questa obbedisce e Aglauro ne resta pietrificata.

#### Poseidone

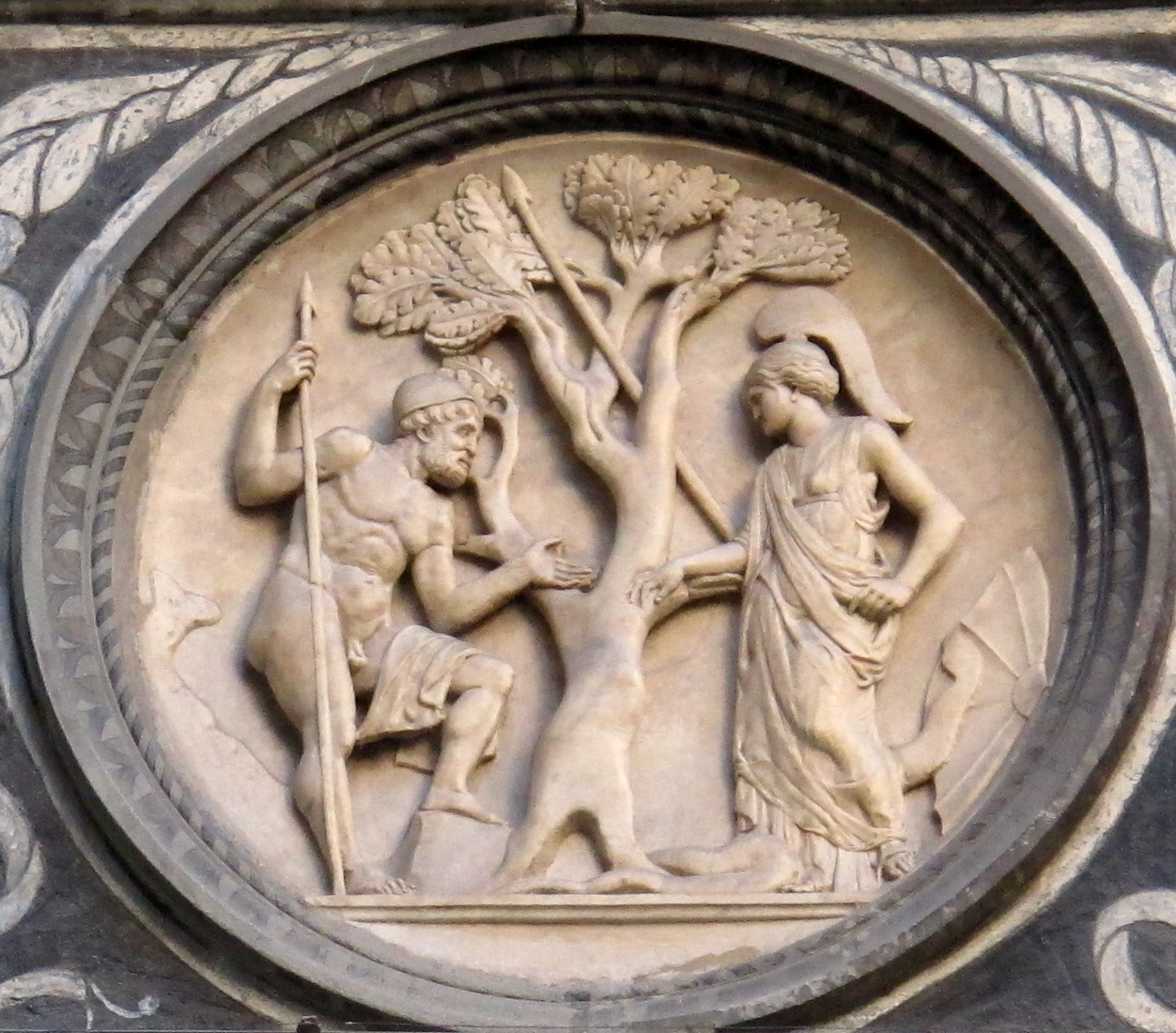
Poseidone sfida Atena per il controllo dell'Attica, dal cortile di palazzo Medici a Firenze

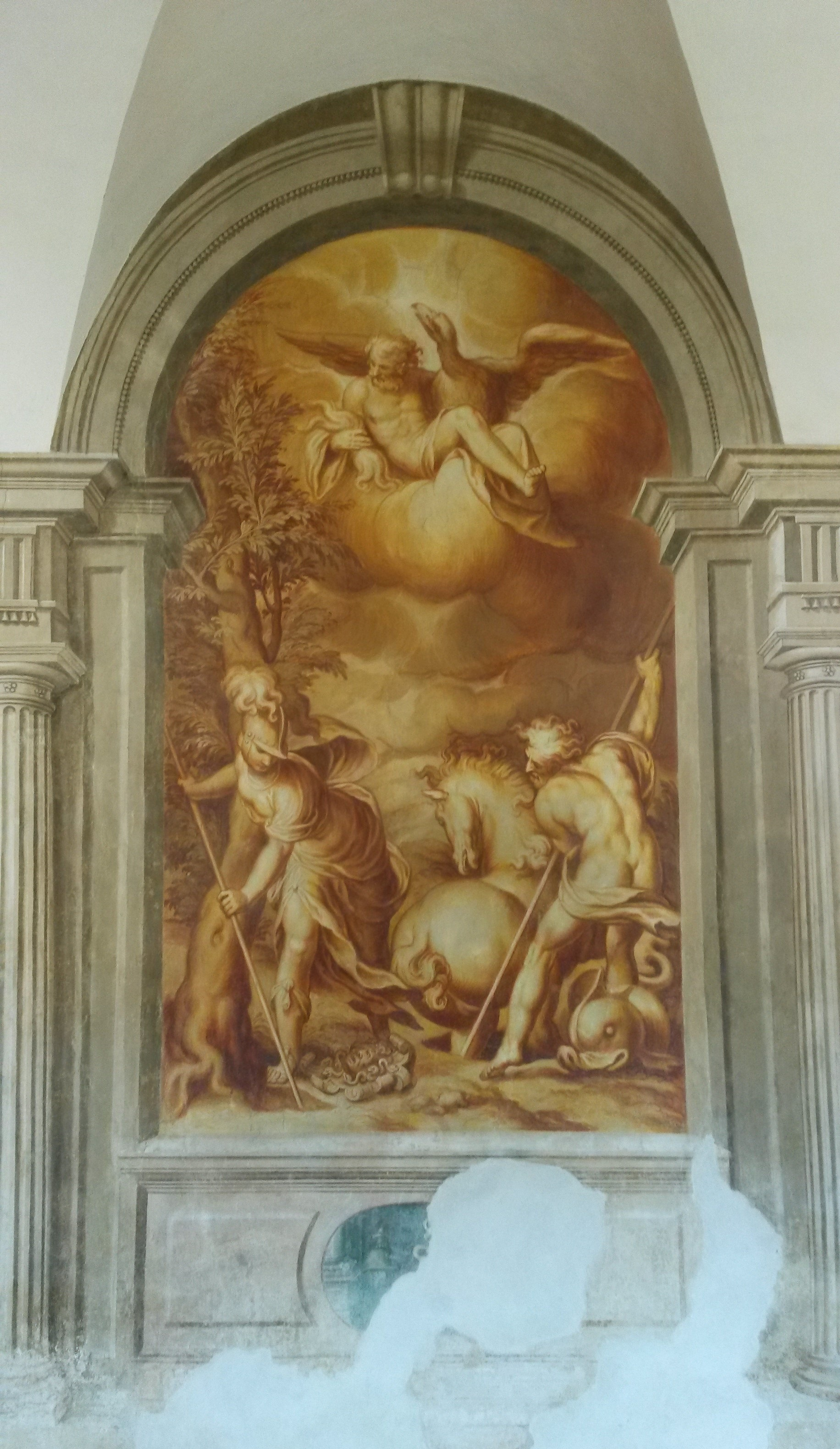
Paolo Farinati, Contesa fra Atena e Poseidone per il dominio sull'Attica, 1590 circa, affresco, Villa Nichesola-Conforti, Ponton di Sant'Ambrogio (Verona).

Atena era in competizione con Poseidone per diventare la divinità protettrice della città capitale dell'Attica che, all'epoca in cui si svolge questa leggenda, ancora non aveva un nome. Si accordarono in questo modo: ciascuno dei due avrebbe fatto un dono ai cittadini e questi avrebbero scelto quale fosse il migliore, decidendo così la disputa. Poseidone piantò al suolo il suo tridente e dal foro scaturì una sorgente. Questa avrebbe dato loro sia nuove opportunità nel commercio che una fonte d'acqua, ma l'acqua era salmastra e non molto buona da bere. Atena invece offrì il primo albero di ulivo adatto ad essere coltivato. Gli Ateniesi scelsero l'ulivo e quindi Atena come patrona della città, perché l'ulivo avrebbe procurato loro legname, olio e cibo. Si pensa che questa leggenda sia sorta nel ricordo di contrasti sorti nel periodo Miceneo fra gli abitanti originari della città e dei nuovi immigrati. Alcuni credono che Atena avesse addirittura una relazione con Poseidone prima della contesa per la città.
Una diversa versione della leggenda dice che Poseidone offrì in dono, anziché la sorgente, il primo cavallo, simbolo di guerra, che gli uomini Ateniesi preferivano, mentre le donne, che erano la maggioranza, scelsero il dono di Atena, simbolo di pace. Si può supporre che uno dei motivi per cui la scelta dei cittadini si orientò in questo senso, fu che Poseidone era considerato una divinità molto difficile da compiacere, come dio dei terremoti aveva causato distruzioni anche nelle città delle quali era patrono. Atena rappresentava quindi un'alternativa migliore.

#### Aracne
Una donna di nome Aracne un giorno si vantò di essere una tessitrice migliore di Atena, che di quest'arte era la Dea stessa. Atena andò così da lei travestita come una vecchia e consigliò Aracne di pentirsi della sua arroganza (hybris), ma la donna invece la sfidò ad una gara. Atena allora riassunse le sue vere sembianze e accettò la sfida. La Dea realizzò un arazzo che rappresentava gli Dèi che punivano gli uomini, in particolare lo scontro fra Poseidone e la città di Atene, mentre Aracne ne fece uno in cui si derideva Zeus e le sue numerose amanti. Secondo la versione di questo mito narrata nelle Metamorfosi di Ovidio, quando Atena vide che Aracne non solo aveva insultato gli Dèi ma aveva realizzato un arazzo più bello del suo, fu oltraggiata. Ridusse l'opera di Aracne in brandelli e la colpì in testa tre volte. Terrificata e umiliata, Aracne si impiccò. Al che la Dea decise di trasformarla in un ragno, obbligandola a tessere la sua tela per l'eternità e a tramandare il suo sapere ai suoi discendenti.

#### Perseo e Medusa
Atena è al fianco di Perseo quando intraprende il viaggio al termine del quale affronta Medusa, l'unica fra le tre Gorgoni ad essere mortale.
Secondo la versione dallo pseudo-Apollodoro Atena detestava la giovane Medusa, perché, fiera della propria splendida chioma, aveva osato competere con lei nella bellezza. Offesa, la dea aveva mutato Medusa in una creatura ripugnante e la sua chioma in un groviglio di serpi, cosicché chiunque ne avesse incrociato lo sguardo sarebbe rimasto pietrificato. Secondo invece Ovidio, ciò sarebbe avvenuto dopo che Medusa aveva violato un altare della dea giacendo con Poseidone.
Atena quindi istruisce Perseo a farsi cedere dalle tre Graie i tre oggetti prodigiosi che lo aiuteranno nell'impresa di decapitare la Gorgone, la cui testa dovrà portare come dono nuziale a Polidette. L'eroe riceve da Ermes un affilatissimo falcetto adamantino, dalla stessa Atena riceve lo scudo lucente attraverso il quale può guardare senza restare pietrificato. Ottiene dalle Graie anche gli strumenti magici.
Con l'elmo di Ade, che rende invisibili, i calzari alati e la bisaccia magica dove nascondere la testa di Medusa, Perseo giunge all'oceano attraverso la tetra foresta di statue che precede la dimora di Medusa. Atena è ancora al suo fianco e gli guida la mano. Perseo porta a compimento la propria impresa: si rende invisibile indossando l'elmo di Ade, si libra in aria grazie ai sandali alati e recide il capo di Medusa. Atena lo fissa sulla sua ègida.

#### Le Argonautiche
In vista della spedizione degli Argonauti per recuperare il vello d'oro, Atena partecipò alla costruzione della nave Argo, ornando la prua con un intaglio di quercia di Dodona, sacra al padre Zeus. La dea seguì le imprese del suo protetto Giasone e dei suoi compagni.

#### Eracle

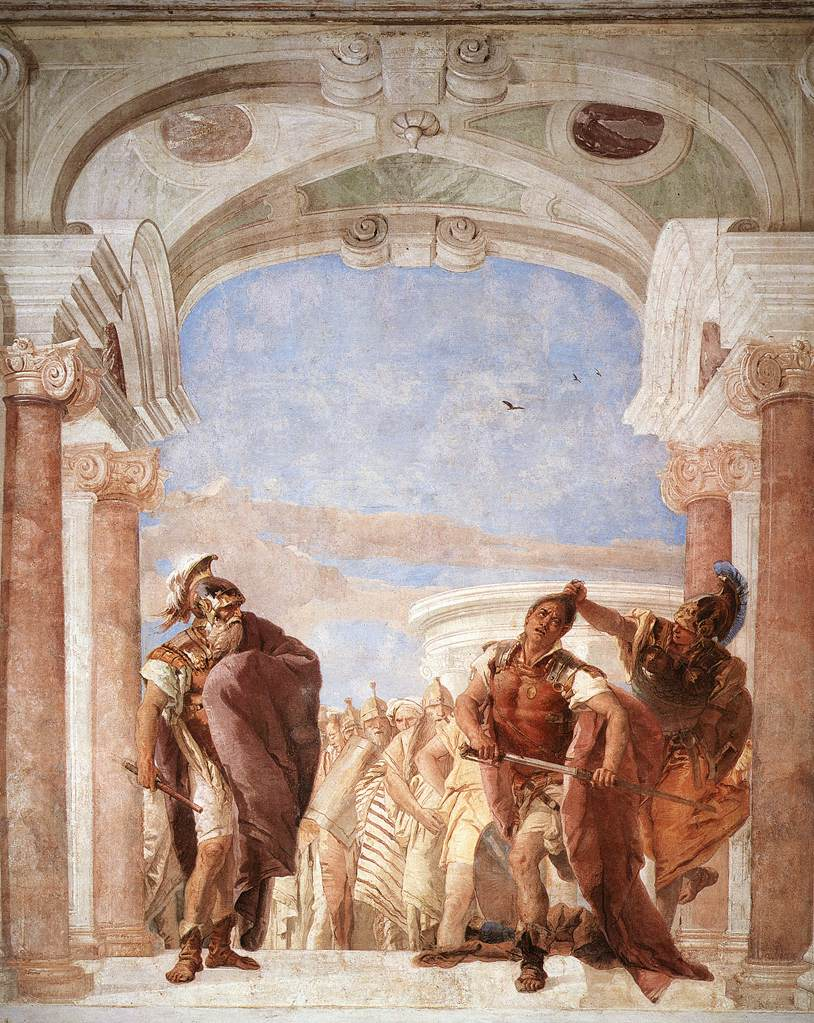
Giambattista Tiepolo, Atena impedisce ad Achille di uccidere Agamennone, 1757, Villa Valmarana.

Atena era la dea protettrice del fratello semidivino Eracle e lo guidò e lo consigliò per tutta la vita. I due erano rispettivamente la figlia e il figlio preferiti da Zeus. In particolare, rilevante fu l'aiuto della dea in alcune delle fatiche di Eracle: nella prima fatica, dopo l'uccisione del leone di Nemea, Atena trasformata in anziana, consigliò Eracle su come scorticare la belva e gli suggerì di indossare la pelle come protezione invincibile agli attacchi dei nemici. Sempre Atena assistette il fratello nella sesta fatica di scacciare i letali uccelli del lago Stinfalo. Dopo aver fallito al primo tentativo, Eracle ricevette dalla dea due enormi sonagli di bronzo e con essi stordì gli uccelli, che fuggirono via liberando la popolazione vicina.

#### Tiresia e Cariclo
In un mito si narra che il giovane Tiresia mentre andava a caccia, sorprese per caso Atena mentre faceva il bagno nuda con delle ninfe ed ella lo rese cieco. Sua madre, la ninfa Cariclo, la supplicò di ritirare la maledizione, ma Atena non aveva il potere di farlo e decise, come riparazione, di dotarlo del dono della profezia.

#### Marsia
Atena creò con dei bastoncini forati il primo aulos (una specie di doppio flauto) e provò a suonarlo. Tuttavia la dea si arrabbiò, perché lo strumento deformava le sue gote e lo gettò via. Il satiro Marsia passava di li per caso e lo raccolse. Col tempo divenne abilissimo nel suonarlo, tanto da osare sfidare il dio Apollo, dio della musica, in una gara. Marsia fu sconfitto da Apollo e per punizione fu scorticato. La scena della dea che getta il flauto era raffigurata nel famoso gruppo scultoreo di Atena e Marsia, dello scultore Mirone, posto nell'Acropoli.

#### Giudizio di Paride
Tutti gli dei partecipavano alle nozze di Peleo e Teti nell'Olimpo. Eris, Dea della Discordia, gettò una mela d'oro al banchetto nuziale nell'Olimpo con incisa sopra la scritta "alla più bella". Per evitare contese fra le tre Dee maggiori, Zeus mandò Ermes con Atena, Afrodite ed Era sulla terra dove il giovane pastore troiano Paride dovette fare da giudice su chi fosse la Dea più bella tra loro. Ogni Dea promise un dono a Paride in caso di vittoria: Era di renderlo ricco e potente (donandogli l'Asia minore), Atena di farlo il più saggio degli uomini (o, secondo una versione diversa, di renderlo invincibile in guerra) e Afrodite di dargli in sposa la donna più bella del mondo, Elena, la figlia di Zeus e Leda. Paride scelse Afrodite, causando così involontariamente la guerra di Troia.

#### L'Iliade
Nella guerra di Troia gli dei si dividono a favore dei due schieramenti. Era e Atena decidono di combattere con i Greci contro i troiani, per vendicarsi dell'offesa di Paride. Quando Agamennone pretende la schiava di Achille, l'intervento invisibile di Atena, che lo trattiene per i capelli, impedisce all'eroe di uccidere Agamennone in un impeto d'ira. Durante gli scontri e i duelli Atena interviene spesso in modo decisivo in battaglia a sostegno di Achille, di Diomede e degli eroi greci. Durante uno scontro Atena, "dea tremenda" si mette l'elmo di Ade per divenire invisibile, scaccia l'auriga e combatte con Diomede sul suo carro. I due assieme riescono a ferire gravemente al fianco Ares il dio della guerra, che si deve ritirare dallo scontro. L'astuta Atena inganna anche Ettore, assumendo la forma del fratello Deifobo, per incoraggiarlo ad affrontare Achille nello scontro, che gli sarà fatale.

#### La caduta di Troia

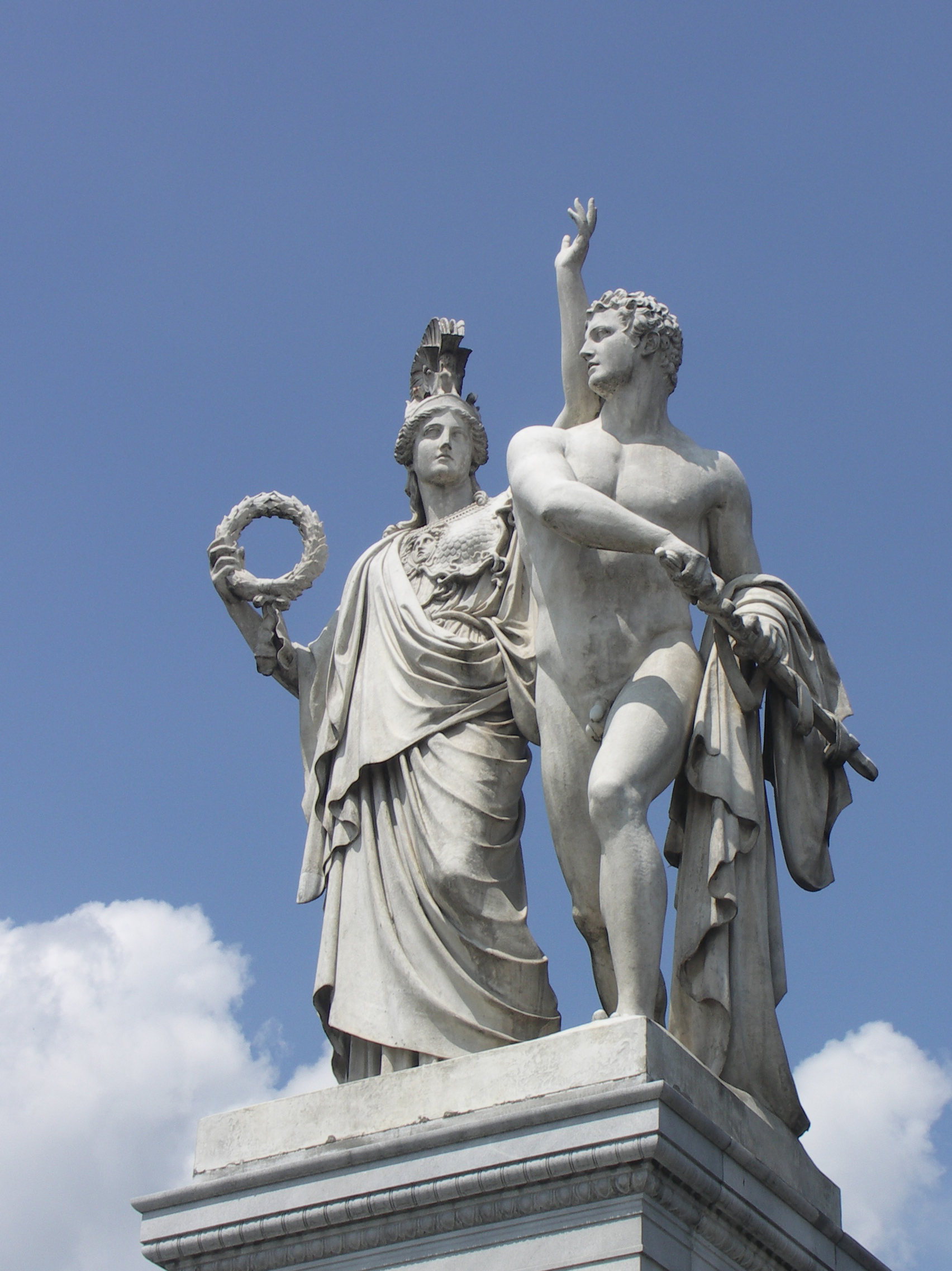
Statua di Diomede e Atena a Berlino

Poiché nella cittadella di Troia era custodito il Palladio, simulacro arcaico in legno della Dea a protezione della città, Ulisse e Diomede devono rubarlo nottetempo, col tacito consenso della dea, per poter espugnare la città. Secondo altre versioni del mito invece Enea avrebbe portato con sé il Palladio quando fuggì da Troia.
Quando compare sulla spiaggia il cavallo di legno, Atena fa uscire dal mare due serpenti marini per uccidere il sacerdote troiano Laocoonte. Tuttavia in un'occasione Atena non fu dalla parte dei Greci: la profetessa troiana Cassandra si era rifugiata sull'altare di Atena, luogo sacro, per sfuggire ad Aiace Oileo ma questi la aveva raggiunta e presa brutalmente, profanando l'altare. Ciò scatena l'ira di Atena sull'eroe greco che sarà ucciso dalla dea con un fulmine del padre Zeus sulla via del ritorno in patria.

#### L'Odissea

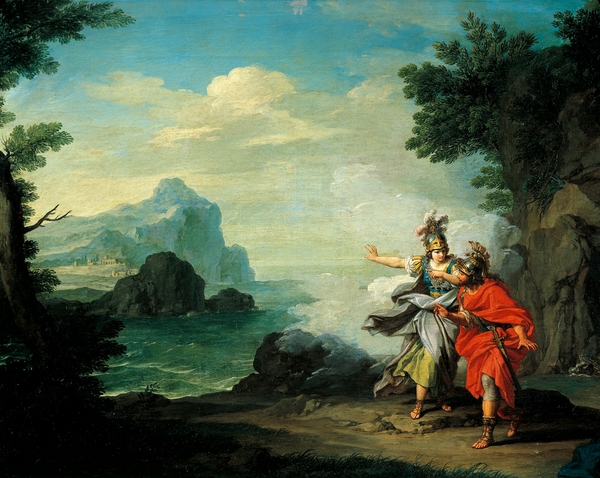
Giuseppe Bottani, Atena rivela Itaca a Ulisse, 1775, Pavia, Pinacoteca Malaspina

L'astuto e scaltro Odisseo aveva conquistato la benevolenza e la protezione di Atena. Questa però non aveva potuto aiutarlo nel viaggio di ritorno verso Itaca. Solo quando giunse sulla costa dell'isola di Scheria dove Nausicaa, figlia del re Alcinoo, stava lavando i suoi panni, Atena poté intervenire ed apparve in sogno alla principessa inducendola a soccorrere Odisseo e ad aiutarlo a ritornare in patria.
Ad Itaca, Atena si presenta a Odisseo sotto mentite spoglie e, mentendo, gli dice che sua moglie Penelope si è risposata perché lo si crede morto. Odisseo però riconosce la dea che, compiaciuta dalla risolutezza e sagacia dell'eroe, gli rivela la propria natura e gli spiega come fare per riconquistare il suo regno. A questo scopo muta le sembianze di lui in quelle di un vecchio mendicante, Iro, in modo che non venga riconosciuto dai Proci (i principi pretendenti alla mano di Penelope), che si sono insediati a palazzo ed assediano la regina. Lo aiuta poi a sconfiggerli, intervenendo a risolvere anche la disputa finale con i loro parenti. La dea guidò anche Telemaco, il figlio di Odisseo, nei suoi viaggi (Telemachia) assumendo la forma del precettore Mentore.

## Nella cultura di massa
- Nelle serie di libri Percy Jackson e gli dei dell'Olimpo di Rick Riordan la dea Atena è la madre della semidea Annabeth Chase e svolge, insieme ad altri dei, un importante ruolo nella sconfitta del Titano Crono. Nella serie Eroi dell'Olimpo si alterna con la sua controparte romana Minerva ed ha importanza per la pace tra greci e romani.
- Nella serie di libri Ragazze dell'Olimpo di Elena Kedros, una delle ragazze protagoniste (Hoon) è la reincarnazione della dea Atena.
- Compare nel libro Lore di Alexandra Bracken, in cui è uno dei personaggi principali.
- La figura di Atena compare nei film Scontro di titani e Immortals.
- In Giappone è uscita una serie di manga e anime dal titolo I Cavalieri dello Zodiaco, dove un gruppo di cavalieri guidati dalla dea Atena combattono contro altre divinità come Poseidone e Ade.
- Atena appare come personaggio ricorrente in quasi tutti i giochi della saga videoludica di God of War.
- Nel videogioco Shin Megami Tensei: Persona 3 Atena appare come evoluzione della Persona di Aigis, una dei coprotagonisti.
- Atena appare nel videogioco MOBA SMITE come dea greca giocabile, ricoprendo il ruolo di guardiana (Guardian), che fa da tank assorbendo i colpi nemici proteggendo la propria squadra.
- Nella serie animata  Winx Club, Athena, la pixie guardiana di Fonterossa, è ispirata all'Atena mitologica.
- Nell'album musicale Civilisation del rapper francese Orelsan è presente un brano intitolato "Athéna", dedicato alla moglie dell'artista che viene appunto paragonata alla dea greca.
- Nella pubblicità del profumo Invictus di Paco Rabanne, la gigantesca dea bianca che appare al centro dello stadio è un riferimento alla sua figura.[34]